# Mitternacht (Gryphius)
Mitternacht ist ein Sonett von Andreas Gryphius. Es wurde erstmals 1650 in Frankfurt am Main in Gryphius’ Sonettsammlung „Das Ander Buch“ publiziert. Es ist dort nach dem „Morgen-Sonett“, nach „Mittag“ und „Abend“ das letzte der vier Sonette des Tageszeitenzyklus, der das Buch eröffnet. Zu Gryphius’ Lebzeiten wurde es mit dem „Ander Buch“ 1657 in der ersten autorisierten Gesamtausgabe und 1663 in einer Ausgabe letzter Hand mit Änderungen wiedergedruckt.
Die 1650er Fassung wurde 1963 neu gedruckt in Band 1 einer von Marian Szyrocki und Hugh Powell verantworteten Gesamtausgabe der deutschsprachigen Werke, die 1663er Fassung 2012 von Thomas Borgstedt.

## Text
Der Text stammt aus Szyrockis Neudruck. Die Wiederdrucke zu Gryphius’ Lebzeiten weisen außer orthographischen Abweichungen (etwa Vers 1 „SChrecken / vnd stille / vnd dunckeles grausen / finstere kälte bedecket das Land“  1650, „SChrecken / und Stille / und dunckeles Grausen / finstere Kälte bedecket das Land“ 1663) zwei Änderungen auf: Vers 3 „Thiere vnd Menschen“ 1650, „Menschen und Thire“ 1663, Vers 8 „ein ehren=begehrende Seele“ 1650, „ein Ehren-begehrend Gemütte“ 1663.
Mitternacht.

SChrecken / vnd stille / vnd dunckeles grausen / finstere kälte bedecket das Land /

Jtzt schläfft was arbeit vnd schmertzen ermüdet / diß sind der trawrigen einsamkeit stunden.

Nunmehr ist / was durch die Lüffte sich reget / nunmehr sind Thiere vnd Menschen verschwunden.

Ob zwar die jmmerdar schimmernde lichter / der ewig schitternden Sternen entbrand!

Suchet ein fleißiger Sinn noch zu wachen? der durch bemühung der künstlichen hand /

Ihm die auch nach vns ankommende Seelen / Ihm / die an jtzt sich hier finden verbunden?

Wetzet ein bluttiger Mörder die Klinge? wil er vnschuldiger Hertzen verwunden?

Sorget ein ehren=begehrende Seele / wie zuerlangen ein höherer stand?

Sterbliche! Sterbliche! lasset diß dichten! Morgen! ach! morgen ach! muß man hin zihn!

Ach wir verschwinden gleich alß die gespenste / die vmb die stund vnß erscheinen vnd flihn.

Wenn vns die finstere gruben bedecket / wird was wir wündschen vnd suchen zu nichte.

Doch wie der gläntzende Morgen eröffnet / waß weder Monde noch Fackel bescheint:

So wenn der plötzliche Tag wird anbrechen / wird was geredet / gewürcket / gemeynt.

Sonder vermänteln eröffnet sich finden vor deß erschrecklichen GOttes Gerichte.

## Interpretation

### Form
Das Versmaß steht in Gryphius’ Dichtung fast einzig: ein daktylischer Oktonar, Langvers mit acht Hebungen und einer Zäsur nach der vierten Hebung. Gryphius habe den Daktylus für „spooky“, spukhaft gehalten, schreibt Blake Lee Spahr. In dem Sonett aus dem „Ander Buch“ „Die Hölle“ habe er damit Geister beschworen:
—◡◡—◡◡—◡◡—— ‖ —◡◡—◡◡—◡◡—◡
Schreckliche Geister der tunckelen hölen / Ihr die jhr martert und Marter erduldet
hier beschwöre er die Schrecken der Mitternacht:
—◡◡—◡◡—◡◡—— ‖ —◡◡—◡◡—◡◡—(◡)
SChrecken / vnd stille / vnd dunckeles grausen / finstere kälte bedecket das Land /

Jtzt schläfft was arbeit vnd schmertzen ermüdet / diß sind der trawrigen einsamkeit stunden.
„Gryphius handhabt die Form mühelos. Seine Daktylen tragen die Gedanken wie auf Flügeln. Man mag sogar eine feine Änderung im Rhythmus empfinden, wenn in Vers 9 die Ausrufungszeichen von „Morgen! ach!“ zu „morgen ach!“ wechseln.“ Für einen anderen Germanisten, Fritz Cohen, intensiviert der Rhythmus „die zentrale Emotion des Sonetts: akute Angst – deutet der Tonfall vielleicht das Klopfen des Herzens an?“ Das Reimschema lautet „abba abba“ für die Quartette und „ccd eed“ für die Terzette. Die Verse mit den „b“- und „d“-Reimen sind zweiundzwanzigsilbig, die Reime weiblich, die Verse mit den „a“-, „c“- und „e“-Reimen sind einundzwanzigsilbig, daher hier entsprechend der Ausgabe von Szyrocki eingerückt, die Reime männlich.

### Erstes Quartett
Wie die ersten drei Sonette des Tageszeitenzyklus beginnt „Mitternacht“ mit einer Landschaft. In den ersten drei Sonetten wurde sie gegenständlich und facettenreich evoziert. Die Substantive bezeichneten überwiegend Realien. Im „Morgen-Sonett“ wollten die Sterne „jhr licht verschlissen“, verblassten in der Morgendämmerung, und die Vögel schickten sich an, „den newen Tag zu grüssen“; in „Mittag“ hielt die Sonne im Zenith, „ins himmels mittel“, und die Freunde eilten „zu der Taffel“; in „Abend“ führte die Nacht „die Sternen auff“, die müden Menschen verließen „feld vnd werck“. In „Mitternacht“ dagegen ist die Landschaft „beinahe entrückt in eine dunkle Gegenwelt“. Die Substantive bezeichnen überwiegend Abstracta. Schrecken, Stille, dunkles Grausen und finstere Kälte weisen die Mitternacht als die Zeit des Unheimlichen, Bedrohlichen schlechthin aus, „that dead and silent hour“. Die Einsamkeit, die schon in „Abend“ begann, ist noch bedrückender geworden.
Nunmehr ist / was durch die Lüffte sich reget / nunmehr sind Thiere vnd Menschen verschwunden.

Ob zwar die jmmerdar schimmernde lichter / der ewig schitternden Sternen entbrand!
Mit dem letzten Vers des ersten Quartetts beginnt, was in allen vier Sonetten dem Landschaftsbild folgt: die allegorische Deutung auf das menschliche Sein aus Gryphius’ christlich-lutherischem Glauben heraus. Die „ewig schitternden Sternen“ sind ein „mahnendes Emblem.“ Licht ist die bedeutendste Metapher in Gryphius’ religiöser Lyrik. Gemäß der Bibel steht es für Gott und jede der drei göttlichen Personen. Jesaja hatte prophezeit (nach der Lutherbibel von 1545 und ihrer Revision von 2017): „DAS Volck so im Finstern wandelt / sihet ein grosses liecht / vnd vber die da wonen im finstern Lande / scheinet es helle.“ 2017 (Jes 9,1 ): „Das Volk, das im Finstern wandelt, sieht ein großes Licht, und über denen, die da wohnen im finstern Lande, scheint es hell.“ Johannes hatte über Jesus geschrieben (nach der Lutherbibel von 1545 und ihrer Revision von 2017): „Das war das warhafftige Liecht / welchs alle Menschen erleuchtet / die in diese Welt komen.“ 2017 (Joh 1,9 ): „Das war das wahre Licht, das alle Menschen erleuchtet, die in diese Welt kommen.“ Obwohl die Sterne „jmmerdar“, „ewig“ schimmern, auch in der Mitternacht, blickt keine Kreatur zu ihnen auf. Die Landschaft der Mitternacht enthüllt sich als Sinnbild eines Gott vergessenden, nicht über sich hinausblickenden Daseins.

### Zweites Quartett
Das zweite Quartett führt diese Deutung weiter. Es benennt in drei Fragesätzen Menschen, die handeln: den Gelehrten oder Künstler, der mit fleißigem Sinn „Ihm die auch nach vns ankommende Seelen / Ihm / die an jtzt sich hier finden verbunden“ – „sich die Seelen künftiger Generationen wie auch der Zeitgenossen verbunden hat“; den Mörder; den Ehrgeizigen, der sein Ansehen fördern will. Mit ihrem Handeln in der säkularen Nacht ändern sie ihre Lebensbedingungen nicht. Sie bleiben der Welt verfallen. „Sie stehen als Exempel weltlicher Gesinnung ohne moralisch wertende Unterscheidung nebeneinander. Ihr Tun und Denken in der Nacht bedeutet zugleich die geistige Finsternis, in der sie sich befinden, sei es als Unordnung eines nicht auf das Ewige, sondern auf zeitliche Dinge gerichteten Denkens, sei es als Verderbnis des Willens zum radikal Bösen.“ Spahr vermutet, Gryphius habe sich als „fleißiger Sinn“ mit der „künstlichen Hand“ selbst in die Mitternacht stellen wollen.

### Erstes Terzett
Auf solche Geschäftigkeit, ehrbar wie verwerflich, antwortet das erste Terzett mit dem entschiedenen Aufruf: „Sterbliche! Sterbliche! lasset diß dichten!“. „Sterbliche!“ ruft die bei Gryphius so beherrschende Vanitas-Thematik emphatisch auf. „Death and, possibly, damnation continue to be Man’s lot“ – „Tod und womöglich Verdammnis bleiben das Schicksal des Menschen.“ Mit „dichten“ und dem erstmaligen Personalpronomen der ersten Person „wir“ in Vers 10 und 11 bezieht sich der Dichter noch einmal in die Schar seiner Mitmenschen ein. „Selbst innerhalb der um drastische Bilder und Gleichnisse nicht eben verlegenen Barockpoesie sind die Verse von seltener Eindringlichkeit. Das Leben ist nicht nur ein Traum, hier ist es ein schauriger Spuk, und als seine Protagonisten treten wir selbst von der Lebensbühne ab ‚gleich alß die gespenste‘, die um die mitternächtliche Stunde ‚vnß erscheinen vnd flihn‘; und mit uns wird all unser irdisches Streben und Begehren in der finsteren Grube zunichte.“ Pointe des Verses : der Dichter sprach zum damaligen, räumlich entfernten und spricht zum heutigen, zeitlich Jahrhunderte entfernten Leser wirklich als ein Gespenst, als das er sich in einem seiner „Eugenien“-Sonette bezeichnet: „Man sieht mich hier / doch nur alß ein Gespenste schweben.“

### Zweites Terzett
Die ersten drei Sonette des Tageszeitenzyklus endeten mit einer eschatologischen Perspektive: dem Gedanken an den eigenen Tod oder das Jüngste Gericht. Im „Morgen-Sonett“ und in „Abend“ bat das die Tageszeit betrachtende Ich Gott um das ewige Leben: „Daß ich dich meine Sonn / mein Licht mög ewig schawen“ – „So reiß mich auß dem thal der Finsternuß zu Dir“. In „Mittag“ sprach das Ich sich eine Mahnung zu: Man könne dem physikalischen „glantz des Tages“ zwar entgehen, jedoch nicht dem Licht Gottes, das uns sieht und richtet, „Vns siht vnd richt / vnd hell’ vnd grufft durch dringet“. In eine Mahnung mündet auch „Mitternacht“, aber merkwürdig verzögert und ambivalent.
Doch wie der gläntzende Morgen eröffnet / waß weder Monde noch Fackel bescheint:

So wenn der plötzliche Tag wird anbrechen / wird was geredet / gewürcket / gemeynt.

Sonder vermänteln eröffnet sich finden vor deß erschrecklichen GOttes Gerichte.
Zunächst wird der Blick auf den künftigen Morgen gerichtet, der dem Spuk ein Ende machen würde. Doch schon im folgenden Vers wird der glänzende Morgen zur Metapher für den plötzlichen Tag, den Tag des Jüngsten Gerichts, von dem es im  Ersten Brief des Paulus an die Korinther heißt (nach der Lutherbibel von 1545 und ihrer Revision von 2017): „SJhe / Jch sage euch ein Geheimnis. Wir werden nicht alle entschlaffen / Wir werden aber alle verwandelt werden / vnd dasselb plötzlich in einem Augenblick.“ 2017 (1 Kor 15,51–52 ): „Siehe, ich sage euch ein Geheimnis: Wir werden nicht alle entschlafen, wir werden aber alle verwandelt werden; und das plötzlich, in einem Augenblick.“ An jenem Tag wird alles, was wir geredet, gewirkt, gemeint haben, ohne Versteckmöglichkeit offen liegen „vor deß erschrecklichen GOttes Gerichte“. Dieser Schlussakkord, die Akzentuierung des „erschrecklichen GOttes“, interpretiert Nikolaus Lohse, müsse überraschen, nachdem zuvor mit der Metapher des glänzenden Morgens eine positive, erlösende Wirkung angebahnt zu sein schien. „Dadurch, daß das Gedicht mit diesem Wort endet, wird die menschliche Bedingtheit nicht einfach aufgehoben, sondern noch im Moment der ‚Erlösung‘ sieht der Sprechende (und mit ihm der Lesende) sich zurückgeworfen auf seine kreatürliche Nichtigkeit.“ Hier herrsche nicht mehr die Zuversicht oder inständige Bitte der beiden ersten Tageszeitsonette, vielmehr finde sich der Sprecher gleichsam ernüchtert vor dem Angesicht Gottes, vor dem seine Taten „zu nichte“ werden und seine Rede verstummt.

### Das Ganze
Nach Dietrich Walter Jöns, der Gryphius’ Metaphern und Embleme ins Mittelalter und weiter die Bibel zurückverfolgt hat, wird die Mitternacht zum Sinnbild für die äußerste Bedrohung des Menschen: nämlich der Welt zu verfallen, sie als höchsten Wert zu nehmen, ihre Eitelkeit und Vergänglichkeit nicht zu durchschauen, zu vergessen, „daß alles Zeitliche menschlichen Lebens an das Ewige gebunden ist und daß, wie auf die Nacht der Morgen, auf das Jetzige eine Zukunft folgt, in der Rechenschaft gefordert wird“. Cohen meint, der Dichter habe „Mitternacht“ zum dramatischsten Gedicht des Zyklus machen wollen. Nikolaus Lohse nennt das Sonett „eines der dunkelsten und verzweifeltsten deutscher Sprache“. Die vier Sonette vergleichend, schreibt de Capua, im ersten und dritten beseele Hoffnung auf Erlösung das Gebet des Ich; im zweiten, „Mittag“, und vierten, „Mitternacht“, schwebe der Schrecken der Verdammnis als drohende Wolke über den Auferstandenen des Jüngsten Tags.